# Xevioso tuberculata
Xevioso tuberculata is een spinnensoort uit de familie Phyxelididae. De soort komt voor in Zuid-Afrika.